# Petőfi Sándor emlékezete
A Petőfi Sándor emlékezete 2022 nyarán, Petőfi Sándor születésének közelgő 200. évfordulója alkalmából az Osiris Kiadónál megjelent magyar irodalomtörténeti szemelvény- és cikkgyűjtemény.
Margócsy István irodalomtörténész, a kötet szerkesztője írja Petőfi Sándor fogadtatástörténete című előszavában: „Jelen áttekintés Petőfi recepciójának csak írói-tudósi megközelítéseit szemlézi, túlnyomóan a kritikai-szakirodalmi jellegű értekező szövegeket tárgyalja”.

## A könyv ismertetése
A könyv bő másfél évszázad Petőfivel és életművével foglalkozó irodalmi-irodalomkritikai műveiből ad válogatást: szemelvényeket, cikkeket, illetve esetenként teljes tanulmányokat. Az írások korábban már megjelentek, akár többször is, de így egy kötetbe gyűjtve jó áttekintést nyújtanak a témáról az érdeklődő számára. 
A szövegek sorrendje nagyjából – kisebb eltérésekkel – az eredeti megjelenés időrendjét követi. A kronológiának megfelelően a könyv négy részre tagolódik. Mindegyik részt egy-egy költemény vezet be és zár is le:
- ÉLETÉBEN

Petőfi Sándor: Én – Lauka Gusztáv: Petőfi Sándorhoz
- A 19. SZÁZAD MÁSODIK FELE

Arany János: Emlények – Jókai Mór: Apotheozis
- A 20. SZÁZAD ELSŐ FELE

Babits Mihály: Petőfi koszorúi – Illyés Gyula: Segesváron
- A 20. SZÁZAD MÁSODIK FELE

Jékely Zoltán: Petőfi utolsó dala – Petri György: Sándorhoz
A legrégebbi írás (Császár Ferenc: Petőfi Sándor költeményes munkái) 1845. augusztus–szeptemberből való, a két legkésőbbi megjelenése pedig már „átcsúszik” a 21. századba (Márton László: Félbetört élet teljes rajza, 2009; Kulin Ferenc: A ’modern’ posztromantikus fordulata 1848-ban, 2011). 
A kötetben 65 szerző (a versek szerzőivel együtt) – költő, író, irodalomtörténész – írása található. Az első rész, mely a költő életében megjelent kritikai írásokból ad válogatást, hét szerző szövegéből és Petőfi Én című verséből áll (1843. március). A vers első strófája:
A világ az isten kertje;
Gyom s virág vagytok ti benne,
Emberek!
Én a kertnek egy kis magja,
De az úr, ha pártom fogja:
Benne gyom tán nem leszek.
A könyv második részében 11, a harmadikban 18, a negyedikben 28 szerző írása kapott helyet. Minden esetben lábjegyzetek tájékoztatnak a szöveg szerzőjéről és a munka első, majd további megjelenésének helyéről, dátumáról. A terjedelmes kötet szövegeinek valamivel több mint fele a 20. század második feléből való. A válogatás során a szerkesztő elsősorban „a megközelítések sokféleségét és fő irányait” kívánta érzékeltetni.
A szerteágazó témában Margócsy István Petőfi Sándor fogadtatástörténete című előszava segíti eligazodni az olvasót. A közölt szemelvények alapján végigkövethető, hogyan változott az egyes korszakokban Petőfinek és költészetének kritikai megítélése az eltelt másfél évszázadban. A 19. század második felében az irodalomkritika többnyire elsősorban a népies, nép-nemzeti költőt látta Petőfiben – igaz, hogy sok politikai jellegű költeménye és egyik főműve, Az apostol is csak az 1870-es években jelent meg és vált közismertté. Érdekes egyetlen kötetben olvasni Gyulai Pált (Petőfi Sándor és lírai költészetünk, 1854) és a húsz évvel később vele és követőivel vitába szálló Meltzl Hugó munkáját (Gyulai Pál, a Petőfi-irodalom megalapítója, 1874).
A 20. század elején előtérbe került Petőfi forradalmiságának kérdése, erről alakult ki Ady Endre és Babits Mihály vitája (1910). A század első felében a főbb irodalmi irányzatok „a maguk képére formálták Petőfit – azt látták bele Petőfibe, amit ők maguk akartak létrehozni” – olvassuk a kötet előszavában. – „Ugyanígy önigazoló programiratnak fogható fel Illyés Gyula rendkívüli hatású regénye (Petőfi, 1936) is”.
A század második felében, a szocialistának mondott kultúrpolitika idején a költő jellemzését a „plebejus-demokrata”, „forradalmi demokrata” jelző váltotta fel, és személyét az ideológiai harc eszközeként igyekeztek felhasználni. Király István szerint például: „Az „irodalmi Deák-párt” elsikkasztotta Petőfiben a forradalmi demokratát, eltagadta liberalizmusnak és forradalmi demokratizmusnak Petőfivel kezdődő különválását.” (319.)
Petőfi alakjának és életművének megítélését, a „reális” Petőfi-kép kialakítását a kezdektől fogva nehezítette a személye körül kialakult, részben máig élő kultusz, melyhez a „népies dalköltő” rögzült képe mellett jelentősen hozzájárult 1848-as forradalmi szereplése és korai halálának rejtélye. Ezt a kultuszt is dokumentálja a gyűjtemény több írása.
A kötetben részletes, különböző szempontú és stílusú verselemzéseket is talál az olvasó, egy kivételével mindet a negyedik részben:
- Kosztolányi Dezső: Szeptember végén
- Gyergyai Albert: A négyökrös szekér
- Németh G. Béla: Az ódához emelt dal (Petőfi: Itt van az ősz, itt van újra…)
- Dávidházi Péter: Miért kisérsz…
- Veres András: Petőfi Sándor: Az ítélet
- Nemes Nagy Ágnes: Petőfi: A Tisza
- Szörényi László: Apokalipzis helyett kataklizma – Petőfi utolsó verse [Szörnyű idő]

Végül néhány írás a 20. századi Petőfi-kutatás újabb irányairól, illetve eredményeiről ad számot. A befejező tanulmány a Petőfi Sándor élete és költészete. Kritikai életrajz (Osiris, 2008) című monográfia recenziójaként született; itteni megjelentetése tisztelgés szerzője, a 2008-ban elhunyt Kerényi Ferenc irodalomtörténész emléke előtt (Márton László: Félbetört élet teljes rajza, 2009).
„A hangsúlyaiban, szempontjaiban, módszereiben szerteágazó kötet”-ről Balogh Ernő irodalomtörténész kritikája többek között megállapítja: „A vállalkozás komoly erénye, hogy olyan kutatók mellőzhetetlen tanulmányát is közli, akik alkalmi szereplői a Petőfi-kutatásnak”. Hangsúlyosan említ néhány kiemelkedő verselemzést, köztük Szegedy-Maszák Mihály átfogó analízisét (Világkép és stílus Petőfi költészetében). Hiányolja azonban, hogy a sokféleség szerkesztői szempontja miatt „éppen a professzionális Petőfi-kutatók” munkáinak kevesebb hely jutott a gyűjteményben.